# タウンゼント・フープス
タウンゼント・ウォルター・フープス2世（Townsend Walter Hoopes II、1922年4月28日 - 2004年9月20日）は、アメリカ合衆国の政治家、歴史作家。ベトナム戦争期に国防副次官補、空軍次官を歴任した。

## 略歴・人物
ミネソタ州出身。フィリップス・アカデミーを経て、1944年イェール大学を卒業。在学中はスカル・アンド・ボーンズに所属、フットボール部のキャプテンを務めた。第二次世界大戦には第5海兵師団の海兵隊将校として従軍した。
戦後は連邦下院軍事委員会委員長スタッフ（1947-48年）を務めたのち、1948年から53年まで国防長官のスタッフを務め、ジェームズ・フォレスタル、ジョージ・マーシャル、ロバート・A・ロヴェットら歴代長官を補佐した。この間に国防大学を卒業する。1953年からは民間に転じ、主としてコンサルティングファームに勤務した。
1964年、国際問題担当国防副次官補に就任。1966年同筆頭副次官補（Principal Deputy Assistant Secretary）に昇任する。1967年から69年のジョンソン大統領退陣まで空軍次官を務め、この時期にテト攻勢などに遭遇した。
退任後間もなく発表したThe Limits of Intervention（邦題『アメリカの挫折』）は、ベトナム戦争期の米政府、特に国防総省の政策決定の内幕を描いた回想であり、テト攻勢が米政府内に大きな衝撃と政策転換をもたらしたことを証言するものだった。ただ後年フープスは、テト攻勢の実際の軍事的影響はわずかであり、米政府と米国民の受けた「テト・ショック」は過大なものであったことを認めている。
退任後はウッドロー・ウィルソン国際学術センターのフェローなどを務める一方、ジョン・フォスター・ダレス、ジェームズ・フォレスタルといった人物の評伝や小説などを執筆した。1974年にはダレス伝The Devil and John Foster Dullesでコロンビア大学よりバンクロフト賞を受賞している。
1973年より全米出版社協会会長を1986年まで務めた。2004年、悪性黒色腫の合併症で死去。

## 著書
- The Limits of Intervention: an Inside Account of How the Johnson Policy of Escalation in Vietnam was reversed, (D. McKay, 1969).

丸山静雄訳『アメリカの挫折――インドシナへの軍事介入とその限界』（草思社, 1970年）
- The Devil and John Foster Dulles, (Little, Brown, 1973).
- Townsend Hoopes on Arms Control, (University Press of America, 1987).
- Driven Patriot: The Life and Times of James Forrestal, with Douglas Brinkley, (Knopf, 1992).
- FDR and the Creation of the U.N., with Douglas Brinkley, (Yale University Press, 2000).
- A Textured Web, (Xlibris Corp, 2002).